# Ranxeria Graton
La ranxeria Graton era una propietat de 15,45 acres (65.000 m²) als turons costaners del nord de Califòrnia, uns 3 kilòmetres al nord-oest de Sebastopol. L'adreça actual és 10091 Occidental Road, Sebastopol, California. El lloc es troba a 2,4 kilòmetres al sud-oest del llogaret de Graton, amb una població de 1.815 habitants en 2000. L'àrea es troba a poques milles a l'oest de Santa Rosa, la més gran de les nou ciutats i seu del comtat de Sonoma, amb una població de 147.595 habitants en 2000. Hi havia una antiga ranxeria per a les tribus de la costa central i de la vall central, inclosos els pomo meridionals, una llengua de parla hoka, i miwoks de la costa.

## Història
A causa de l'afluència de colons no indígenes a Califòrnia a partir de mitjans del segle xix, molts indis de Califòrnia van ser desplaçats de les seves terres tradicionals. Diverses tribus de Califòrnia van signar tractats amb els Estats Units en 1851 que van prometre terres a les tribus; però, aquests tractats mai van ser ratificats, i moltes tribus de Califòrnia es van quedar sense terres. El 1901 el Congrés dels Estats Units va aprovar diverses lleis, conegudes com les lleis d'índies sense llar. Aquests van preparar el camí per a l'establiment de colònies índies i ranxeries a Califòrnia, que eren terres comprades per als indis de la zona. Una ranxeria, terme d'origen espanyol usat per a designar viles índies, és una petita porció de terra reservada per als amerindis, en general només prou gran per a ser usada com a residència i com a jardins.
L'inspector de la Bureau of Indian Affairs John J. Terrell va tractar d'assegurar les terres costaneres per als miwok de la costa però va trobar que el cost era prohibitiu. Després va comprar les terres de l'interior dels "indis sense llar i sense terra de la Marshall, Bodega, Tomales, i les àrees de Sebastopol".
75 amerindis intentaren traslladar-se a llurs terres en 1920; tanmateix, van descobrir que només tres acres de la ranxeria eren habitables.
Abans de 1921 la propietat muntanyenca i densament boscosa de 15,45 acres (65.000 m²) constava de 3 petites extensions i era propietat privada de Joseph i Louisa Corda. Aquesta terra va ser posada sot fideïcomís federal; no obstant això va resultar insuficient per a l'assentament a causa d'un subministrament inadequat d'aigua i del terreny escarpat que va donar poc espai per a la construcció d'habitatges. La ranxeria es troba lluny dels llocs de treball disponibles.

### Terminació
Pel 1954 l'administració Eisenhower identificà 44 tribus índies californianes o ranxeries per a la seva terminació, és a dir, acabar unilateralment la relació de reconeixement federal amb els grups nadius amb la finalitat de facilitar llur assimilació en la societat. La ranxeria Graton fou terminada pels Estats Units en 1958.
Després de la terminació, Frank Truvido va retenir un acre de l'antiga ranxeria. Va haver de vendre altres terres per pagar impostos. Després de la mort de Truvido la seva terra i la seva casa foren heretades per la seva filla.
Greg Sarris, cap dels moderns Indis Federats de la Ranxeria Graton, parlant al Congrés el 16 de maig de 2000, va dir:
"En 1958 quan van venir i van fer un cens en l'apogeu de la temporada de la collita, quan no hi havia ningú al voltant, es van trobar tres famílies i amb la Llei de Terminació de Ranxeria, oferiren a aquestes tres famílies o tres persones designades el dret a comprar la terra, i, en essència, terminar la ranxeria com a terra fiduciària ... (i) sense el vot o el consens de la resta dels membres."
The Point Reyes Light esmentà Sarris dient "El Congrés...dissolgué el reconeixement federal de la tribu en 1958 després de decidir erròniament que tots els membres de la ranxeria estaven morts."

## Els indis federats de la ranxeria Graton
Els indis federats de la ranxeria Graton, antigament els Miwoks de la Costa Federats, van prendre el seu nom de la ranxeria Rancheria. La tribu reconeguda federalment de miwoks de la costa i pomos meridionals recuperà el reconeixement federal en 2000.
El cap de la FIGR Greg Sarris testimonià davant el Comitè de Recursos de la Cambra que "15,45 hectàrees van ser comprades a Graton per als nostres membres. Setanta-cinc membres s'hi van traslladar el 1920."
El 18 d'abril de 2008la tribu fou capaç d'adquirir 254 acres (1,03 km²) de terra.

## Casino
A la ranxeria Graton hi ha el Graton Resort & Casino, que va obrir el novembre de 2013.